# 園山民平
園山 民平（そのやま みんぺい、1887年（明治20年）9月4日 - 1955年（昭和30年）1月11日）は、日本の作曲家。島根県鳶巣村（現在の出雲市）出身。

## 経歴
1887年（明治20年）9月4日、島根県（現在の出雲市）に生まれる。東京音楽学校師範科でピアノと作曲を学び、1910年（明治43年）に同校を卒業後、宮崎高等女学校の音楽教師となった。1922年（大正11年）に満州へ渡り、教科書や副読本を発行する南満州教育会教科書編集部の職員となった。園山は当初編集部から大きな期待をかけられているようには感じなかったと述懐しているが、『満州唱歌集』の発行に携わり、自ら収録曲の作曲も行うなど満州唱歌の誕生に深く関与することになる。1932年（昭和7年）に『満州唱歌集』の大改訂が行われた際には録音機を担いで満州各地を回って現地の音楽の採譜を行い、改訂に貢献した。
園山は満州唱歌のほかに満州国の国歌を作曲し、大連音楽学校を創設し校長を務め、さらに大連周辺の女学校や中学校の音楽教師も務めるなど音楽教育にも力を注いだ。こうした活動が評価され、やがて園山は大連を代表する音楽家の一人として認識されるようになった。
園山は終戦後も満州に留まり、1947年（昭和22年）に帰国。帰国後は宮崎県で活動した。園山は1949年（昭和24年）に日本における市民オーケストラの先駆けといわれる宮崎管弦楽団を設立し、満州時代と同様に録音機を担いで地元に伝わる民謡の採譜を行うなど精力的に活動した。民謡の採譜作業は1954年（昭和29年）9月に完了し、園山の死後の1957年（昭和32年）に『日向民謡101曲集』として出版された。その功績に対し1951年に宮崎県から県文化賞が贈られている。晩年はオペラ作品も手掛け、1951年に宮崎オペラ協会を設立すると、その第1回公演のオペラ「桜子物語」を作曲した。
1955年（昭和30年）1月11日に死去。67歳没。宮崎県音楽協会によって音楽葬が営まれた。

## 作品

### 歌劇
- 『桜子物語』（1951年[6]）

### 声楽曲
- 『教育 幼稚唱歌集』（園山民平 編、1911年刊行[9]）
- 『第一巻童謡集』（1944年刊行）
- 『第二巻歌謡曲・合唱曲集』（1945年9月完成・未刊）
- 『日向民謡101曲集』（1957年刊行[10]）

### ピアノ独奏曲
- 『舞踏曲集』（園山民平 編、1910年刊行[11]）
- 『沖縄民謡くどち、ヴァリエーション』（1912年刊行[12]）
- 『初等進行曲』（草川宣雄との共作、全31曲、1913年刊行[13]）

### 学校歌
- 串間市立福島小学校校歌（作詞：神戸雄一[14]、1951年9月制定[15]）
- 延岡市立土々呂小学校 校歌（作詞：桑原沓[16]）
- 宮崎県立宮崎大宮高等学校校歌（作詞：長嶺宏）

## 著作
- 『現今唱歌教授の欠陥』（1918年刊行[17]）